# Dipseudopsis sicumbana
Dipseudopsis sicumbana är en nattsländeart som beskrevs av Georg Ulmer 1931. Dipseudopsis sicumbana ingår i släktet Dipseudopsis och familjen Dipseudopsidae. Inga underarter finns listade i Catalogue of Life.